# Soy charro de Rancho Grande
Soy charro de Rancho Grande es una película de comedia y drama mexicana de 1947 dirigida por Joaquín Pardavé y protagonizada por Pedro Infante, Sofía Álvarez, Dolores Camarillo y Joan Page.

## Argumento
Antonio Aldama es un charro de Rancho Grande que se despide de su novia Cristina y de su padrino Florencio pues se va a la capital para competir en la charreada nacional. Cristina y Florencio se enteran del triunfo de Paco por la radio y luego de ganar decide regresar al pueblo encontrándose con una gran sorpresa.

## Reparto
- Pedro Infante como Antonio Aldama.
- Sofía Álvarez como Cristina.
- René Cardona como Felipe.
- Fernando Soto «Mantequilla» como Olote.
- Dolores Camarillo como Doña Martinita.
- Joan Page como Kitty.
- Conchita Carracedo como Esmeralda.
- Dolores Tinoco como Doña Eduviges (como Lola Tinoco).
- Miguel Manzano como Locutor.
- Hernán Vera como Gendarme.
- Jorge Ancira como Invitado a fiesta (no acreditado).
- Fernando Casanova como Invitado a fiesta (no acreditado).
- Columba Domínguez como Chica cantando (no acreditado).
- Lilia Prado como Chica cantando (no acreditado).
- María Valdealde como Madre de Esmeralda (no acreditado).
- Guillermo Zetina como Renato Flores (no acreditado).